# Автошлях США 2
Автошлях США 2 (U.S. Route 2, U.S. Highway 2, US 2) — автомобільний шлях США зі сходу на захід довжиною у 4138 км через північні континентальні штати США. Автошлях 2 складається з двох сегментів, з'єднаних різними шляхами на півдні Канади. На відміну від деяких автошляхів, що роз'єднані на сегменти прокладанням міжштатних автомагістралей, дві частини автошляху 2 були первісно запроектовані окремими ще 1926 року.
Західний сегмент США 2 має свій західний кінець на міжштатній магістралі 5 (I-5) та штатною дорогою 529 (Мепл-стріт) в Еверетті, штат Вашингтон, та східним кінцем на міжштатній автомагістралі-75 у Сент-Ігнасі, штат Мічиган. Східний сегмент автошляху 2 має свій західний кінець на автошляху США 11 у Роузес-Пойнт, Нью-Йорк та його східний кінець на міжштатній автомагістралі-95 у місті Гоултон, штат Мейн.
Як вказує номер автошляху він є найпівнічнішим на напрямку схід-захід у країні. Частини автошляху 2 у Новій Англії колись було Новоанглійським шляхом 15.

## Опис автошляху

### Західна частина
Західний сегмент автошляху 2 простягається від Вищого півострову Мічигану через північний ярус 48 континентальних штатів. Більша частина західного автошляху прокладена приблизно паралельно Великій Північній залізниці. Автошлях 2 має прізвисько «Хайлайн» від цієї залізниці за найпівнічний перехід у ЗДА.
Пригодницька велосипедна асоціація створила велосипедний маршрут Північного Ешелону, що слідує паралельно автошляху 2 довжиною 970 км, що головним чином (890 км) простягається між Колумбія-Фоллс, Монтана та Віллістоном, Північна Дакота.

#### Вашингтон

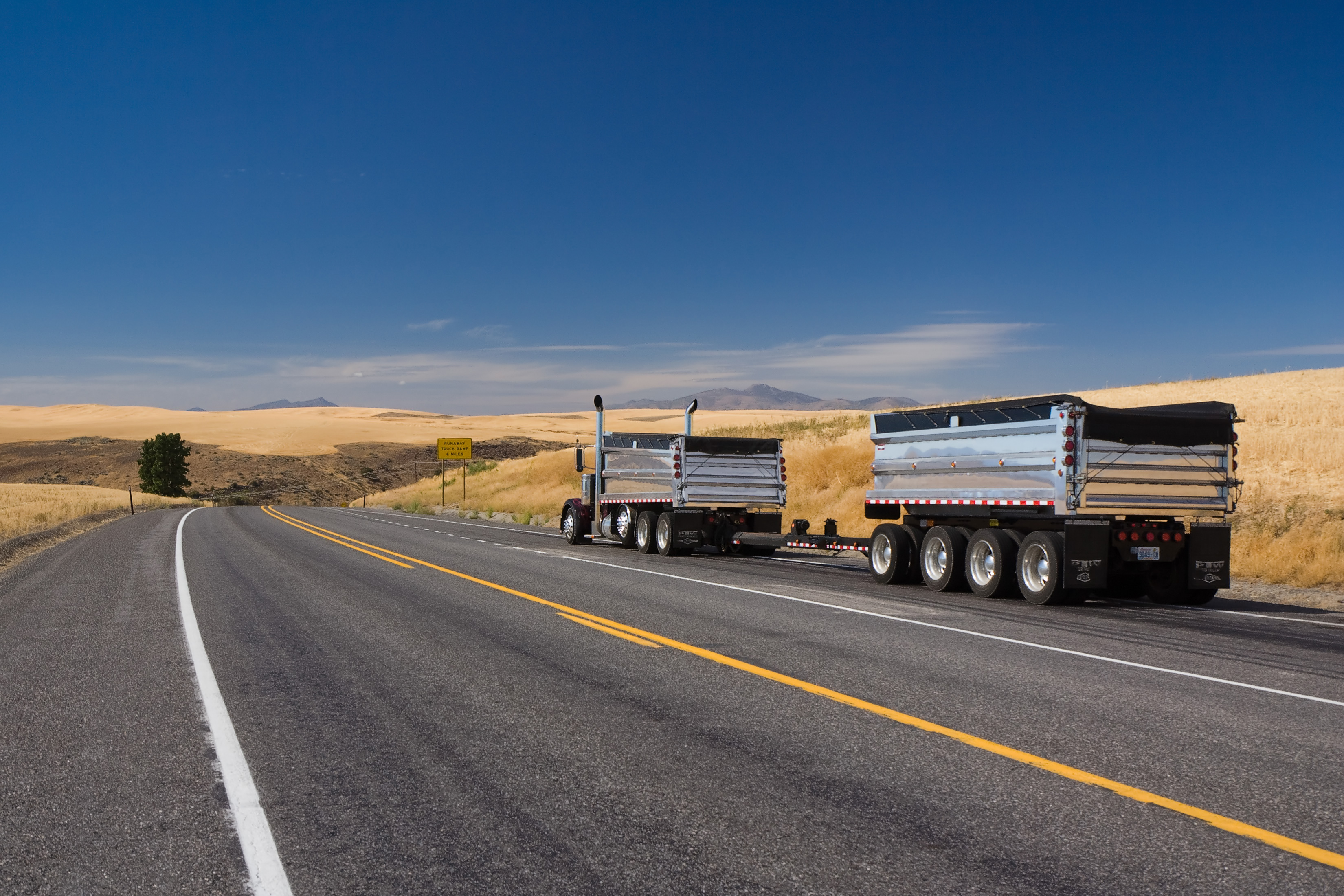
Автошлях США 2 поблизу Вотервілла, штат Вашингтон

У штаті Вашингтон, автошлях США 2 — найпівнічніша всесезонна дорога через Каскадні гори довжиною 523 км. Він починається від міжштатної автомагістралі 5 й штатної дороги 529 Вашингтону в Еверетті; проходить Каскадні гори перевалом Стівенс; сполучається з автошляхом США 97 приблизно за 6 км на схід від Левенворта у Пешестіні; перетинає річку Колумбія у Венатчі; у Орондо автошлях США 97 відходить на північ; автошлях 2 у Спокені перетинається з міжштатною автомагістраллю 90 та автошляхом США 195 і 395; залишає штат у Ньюпорті.

#### Айдахо
Довжина автошляху 2 у Айдахо 129 км. Автошлях США 2 перетинає річку Пріст, та йде вздовж річки Понд-Орей до озера Понд-Орей; у місті Сандпойнт сполучається з автошляхом США 95 й одразу після Боннерс-Феррі автошлях відділяється на північ.

#### Монтана

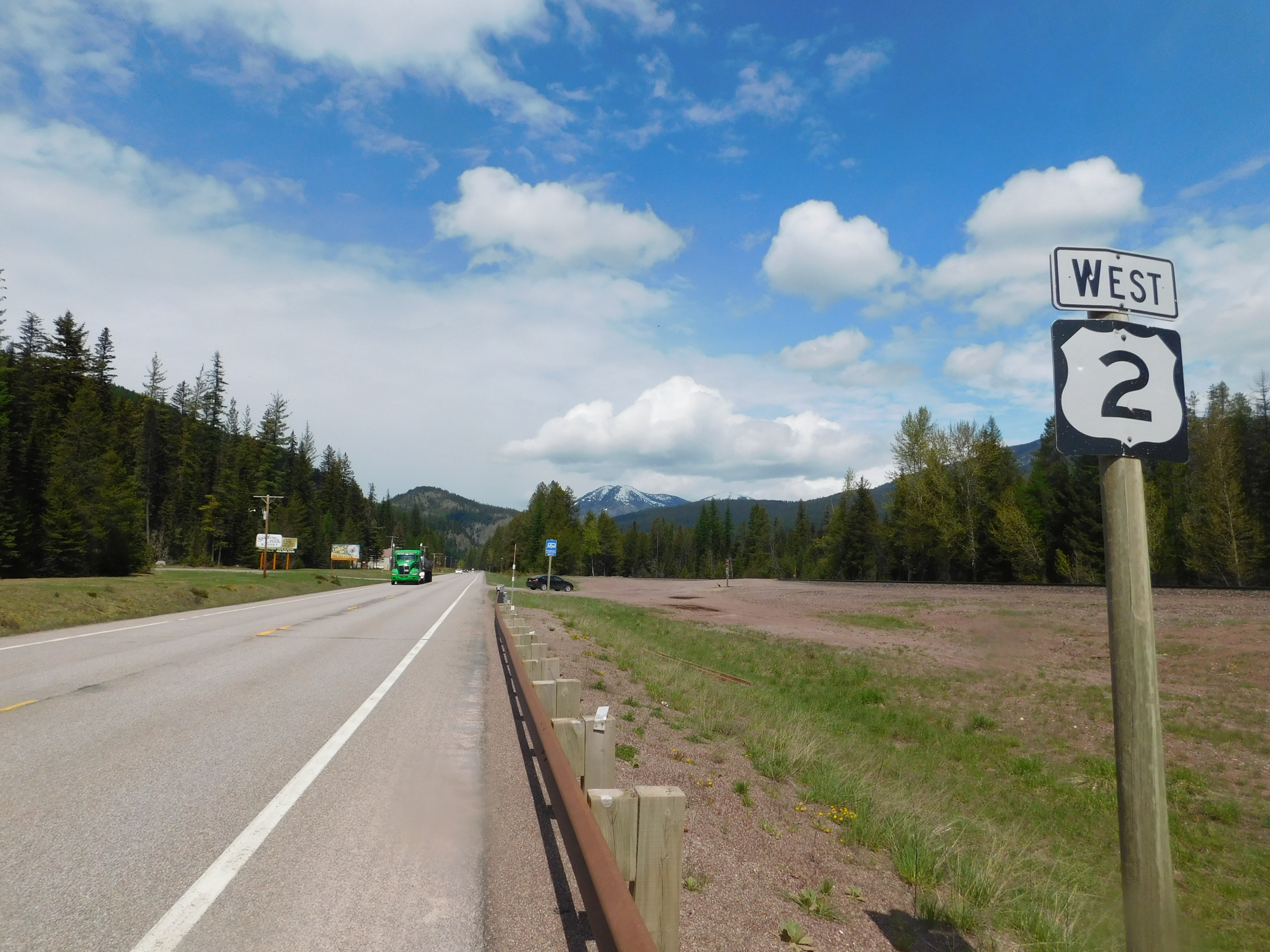
Автошлях США 2 в Ессексі, штат Монтана

Довжина автошляху 2 у Монтані 1073 км, що є найдовшим відрізком серед інших штатів. Автошлях США 2 у Каліспелл перетинається з автошляхом США 93; проходить через південний кінець Глейширський національний парк; перетинає континентальний водоподіл Скелястих гір перевалом Маріас; потрапляє на Великі рівнини західніше Браунінга, від якого йде разом з автошляхом США 89 до Саут-Браунінг; у Шелбі, де зустрічається з міжштатною автомагістраллю 15; від Херрона біля Гавра відходить на південь автошлях США 87; у Малта перетинається автошляхом США 191. Шосе полишає штат біля злиття річок Міссурі та Єллоустоун.

#### Північна Дакота
Автошлях 2 проходить північчю Північної Дакоти відстань у 570 км; на заході міста Віллістон перетинається з автошляхом США 85; у Бюрлінгтоні з півночі приєднується автошлях США 52, що йде до разом до Майнота, де відходить від автошляху США 2 на південь; у Майноті перетинається автошляхом США 83; у Чорчс-Феррі перетинається автошляхом США 181; проходить місто Девілс-Лейк; у Гранд-Форкс перетинається міжштатною автомагістраллю I-29, що збігається у місті з автошляхом США 81.
У містечку Рагбі, де автошлях США 2 перетинається з автошляхом Північної Дакоти 3 встановлено монумент географічного центру Північної Америки, що було визначено 1931 року.
У містечку Рагбі, де автошлях США 2 перетинається з автошляхом Північної Дакоти 3 встановлено монумент географічного центру Північної Америки, що було визначено 1931 року.

#### Міннесота
Довжина автошляху 2 у Міннесоті 428 км, з яких 235 км є 4-смуговим шосе на північному заході штату.
Автошлях США 2 перетинається у Крукстоні з автошляхом США 75; у Ерскайні перетинається з автошляхом США 59; у місті Біміджи перетинається автошляхом США 71; від Біміджи до Касс-Лейк автошлях є швидкісною дорогою Пола Буньяна; у Гранд-Рапідс перетинається з автошляхом США   169; у Дулуті від автошляху США 2 починається міжштатна автомагістраль 35; до міста Сюперіор автошлях перетинає річку Сент-Люїс Меморіальним мостом Ричарда І. Бонга довжиною близько 2500 метрів.

#### Вісконсин
Довжина автошляху 2 у Вісконсині 193 км. У Вісконсині є 2 ділянки, що перервані заходом автошляху на територію Мічиган.
Після мостового переходу через річку Сент-Люїс автошлях США 2 перетинає місто Суперіор; до міста Вентворт разом йде з автошляхом США 53 після чого він відходить на південь; у місті Бінойт від автошляху відходить на південь автошлях США 63; у Айронвуді автошлях переходить до Мічигану й від нього на південь відділяється автошлях США 51.
За 6 км західніше Флоренса автошлях США 2 повертається у Вісконсин, де йде разом з автошляхом США 141 23 км до переходу до Ірон-Маунтен вже у Мічигані.

#### Мічиган

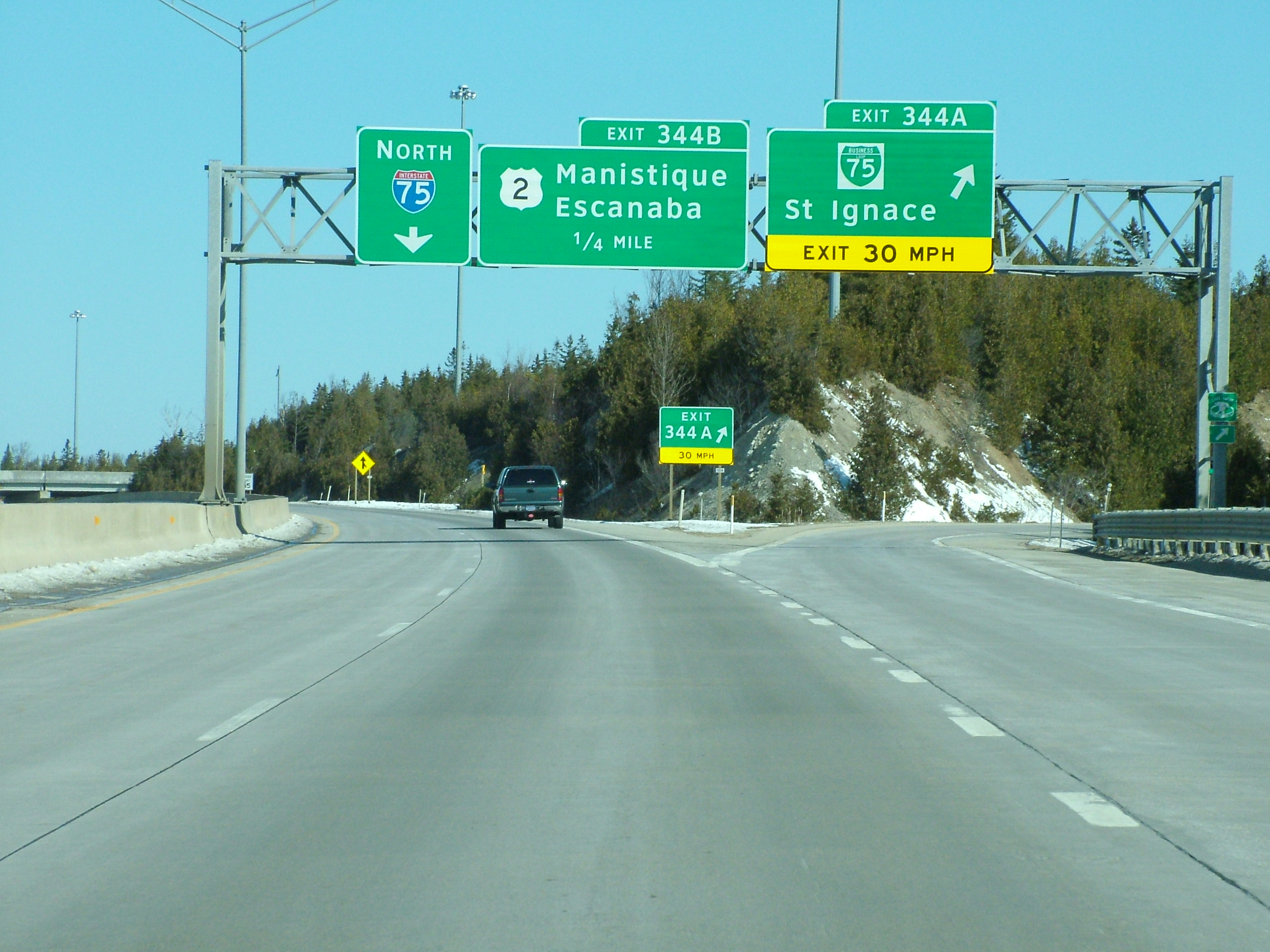
Східний кінець західної частини автошляхи США 2 у Вісконсині

Довжина автошляху 2 у Мічиган 491 км. Автошлях складено з двох ділянок, що перериваються 23 км у Вісконсині.
Автошлях США 2 потрапляє у Мічигані у Айронвуді; у Вотерсміті перетинається автошляхом США 45; у Кристал-Фоллс приєднується автошлях США 141 після чого автошлях США 2 повертається до Вісконсіну на північний захід від Флоренса; через 23 км автошляхи США 2 і 141 повертаються до Мічигану на північ від Ірон-Маунтен; у Квіннесеці автошлях США 141 відходить на південь; у Норвеї йде на південь автошлях США 8; у Паверсі з півдня приєднується автошлях США 41; проходить міста Есканаба, Гладстоун; у Рапід-Рівер автошлях 41 відходить на північ; у Сент-Ігнасі автошлях 2 закінчується міжштатною автомагістраллю 75 та переходом над Мічиганською протокою у мосту Макінак.

### Східна частина

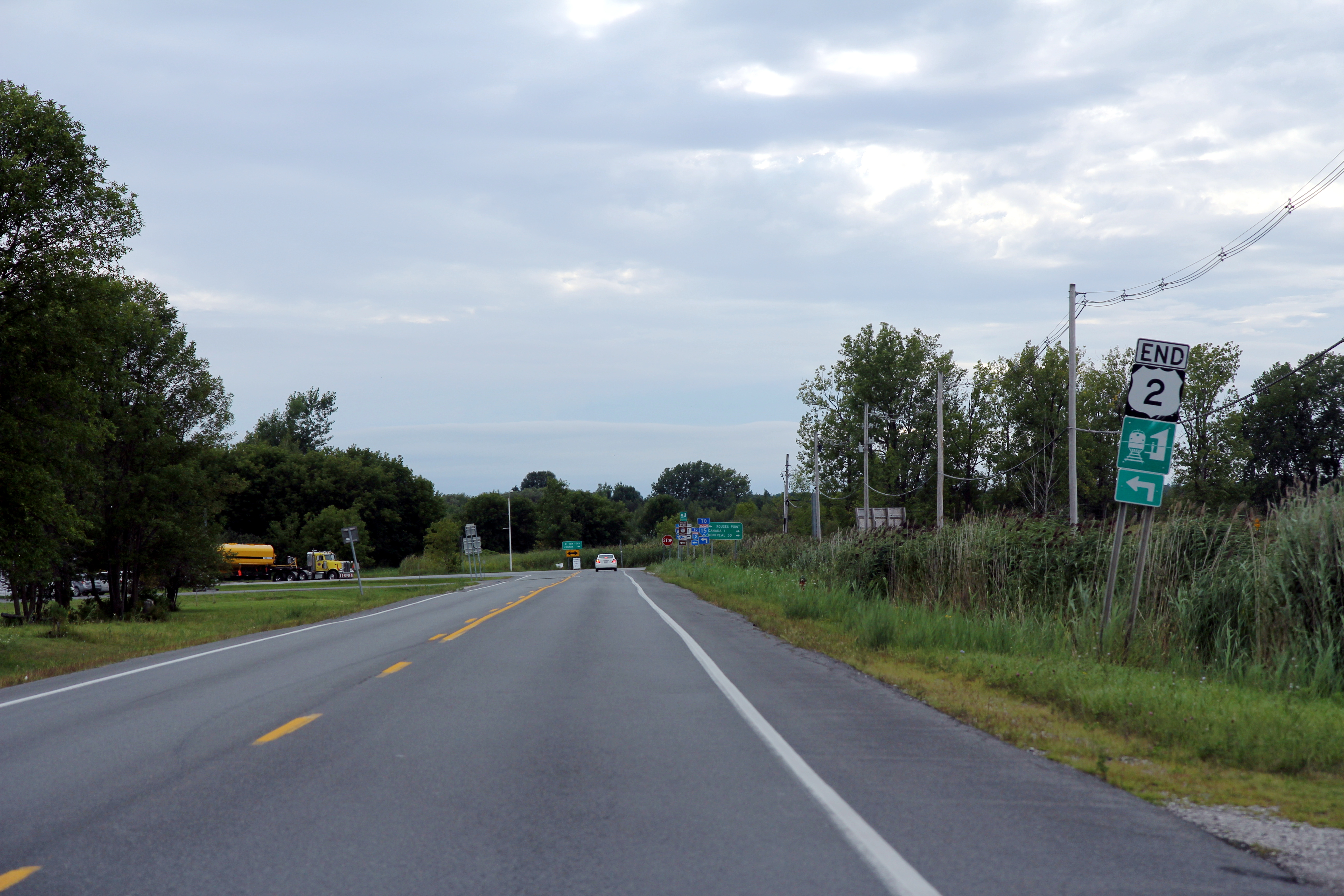
Західний кінець східної частини у східному Нью-Йорку.

#### Нью-Йорк
Довжина автошляху 2 у Нью-Йорку 1,4 км. На території ЗДА автошлях 2 відновлюється від автошляху США 11 у Русе-Пойнті на північному східному куті Нью-Йорку біля кордону Вермонту й канадської франкомовної провінції Квебек; автошлях 2 перетинає річку Рішельє на виході з озера Шамплейн мостом Русе-Пойнт вдо округу Гранд-Айл у Вермонті.

#### Вермонт
Довжина автошляху 2 у Вермонті 242 км. Автошлях США 2 перетинає озеро Шамплейн кількома мостами; у Колчестері до нього приєднується автошлях США 7 й перетинається міжштатною автомагістраллю 89; у Бюрлінгтоні автошлях 7 відходить на південь; у Саут-Бюрлінгтоні перетинається міжтатною автомагістраллю 89; до міста Монпельє йде паралельно й перетинаєтсь з міжштаткою 89, після якого вона відхиляється на південь; у Монпельє відходить дублювальний автошлях США 302; у Сент-Джонсбері перетинається з міжштатною автомагістраллю 91 та автошляхом США 5.

#### Нью-Гемпшир

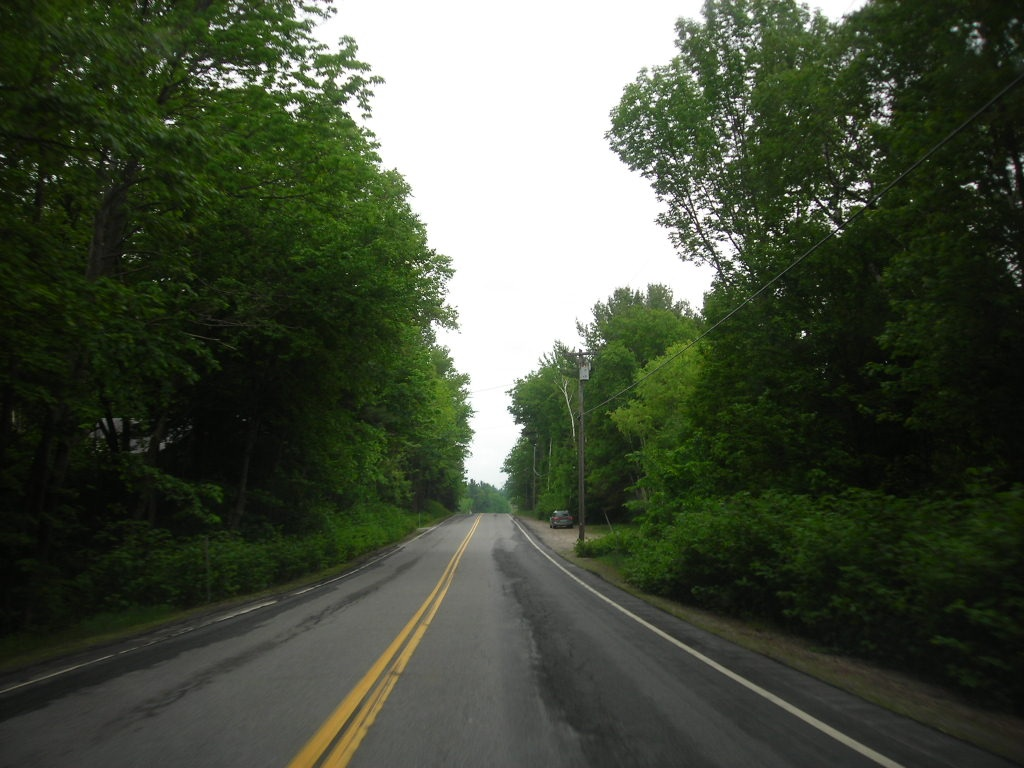
Ділянка автошляху 2 у Нью-Гемпширі

Довжина автошляху 2 у Нью-Гемпширі 57 км. У Ланкастері автошлях 2 перетинається автошляхом США 3.

#### Мейн
Довжина автошляху 2 у Мейні 439 км. До автошляху США 2 у Норриджвоці додається з півночі альтернативний автошлях США 201, й у Сковегані його перетинає автошлях США 201; у Бангорі його перетинає міжштатна автомагістраль 95 з його альтернативою міжштатною автомагістраллю 395, а також з півдня підходить автошлях США 202; у Хоултоні перетинається автошляхом США 1 й міжштатною автомагістраллю 95.

## Історія
Значна частина західної частини автошляху США 2, і коротший шматок східного відрізку, проведено старим міжнародним шосе Теодора Рузвельта, яким у лютому 1919 року з'єднано Портланда Мейну з Портландом Орегону. Шосе залишало Портланд, штату Мейн, перетинало Нову Англію через Літтлтон, Монпельє й Бюрлінгтон; перетинало озеро Шамплейн паромом Бюрлінгтон-Порт-Кент; прямувало через штат Нью-Йорк, через Вотертаун і Рочестер до Буффало; після перетину півднем Онтаріо шосе знову опинялося у ЗДА у Детройті, прямувало через Сагіно й Альпену до Верхнього півострова, де воно повернуло на захід північним ярусом штатів через Дулут, Майнот, Гавер та Глеширський національний парк до Спокена. У напрямку Портланда штату Орегон, шосе повертало після Спокена до Волла-Валлуа й Пендлтона, й потім прямувало вздовж річки Колумбії до Портланда.

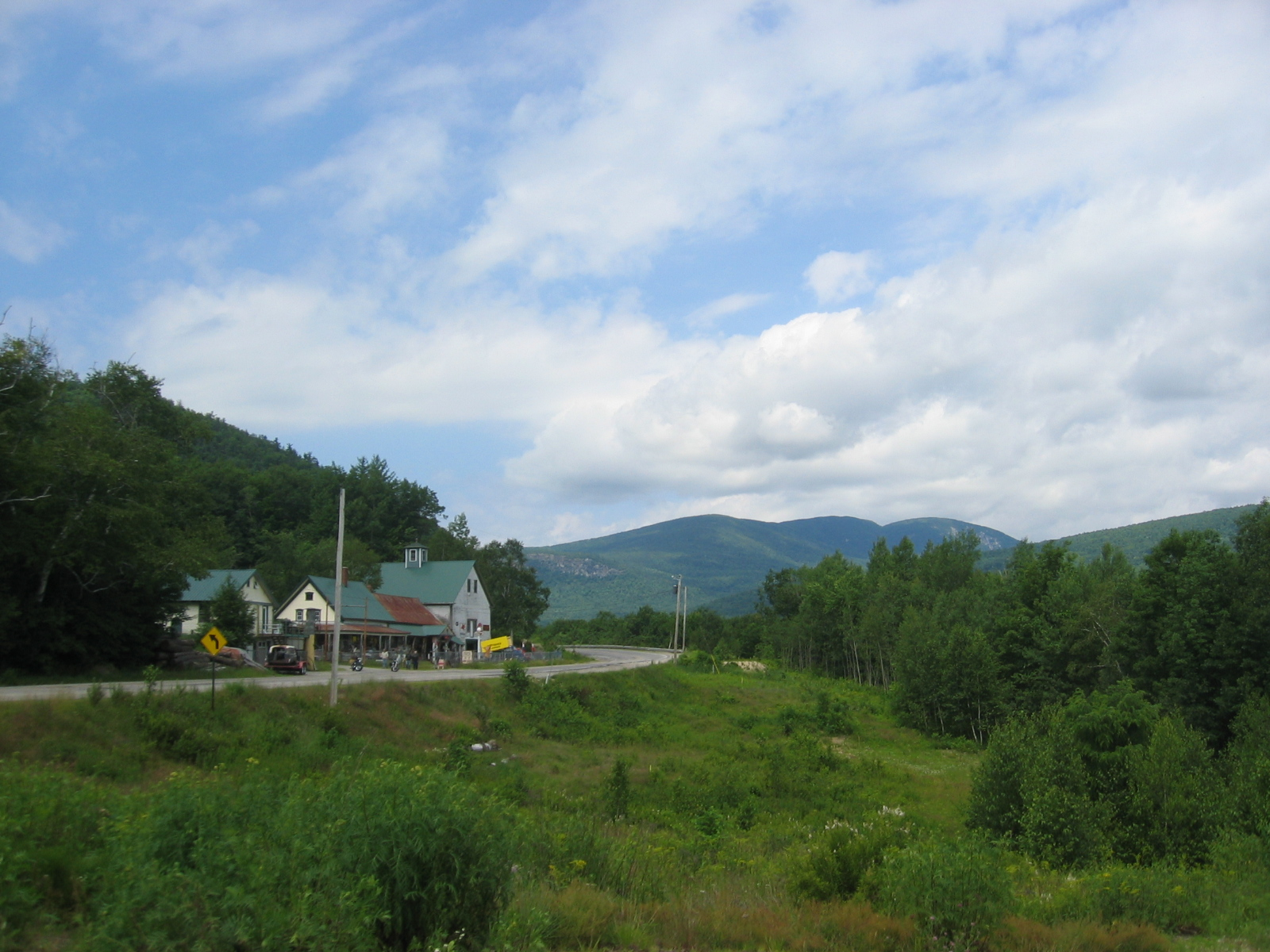
Маршрут 2 в Гілеад, штат Мен

## Дочірні маршрути
Існували щонайменше три різні трицифрові дочірні маршрути до США   2:
- автошлях США 102 тепер неіснуючий маршрут, що був включений до автошляху США 141 у Мічигані
- автошлях США 202 — південний кінець якого знаходиться в Нью-Касл, штат Делавер, і проходить на північ до його кінця за його батьківським маршрутом у Бангорі, штат Мейн
- автошлях США 302 — західний кінець якого у Монпельє, штат Вермонт, а східний кінець — у Портланді, штат Мейн